# Paganese Calcio 1926 2017-2018
Questa voce raccoglie le informazioni riguardanti la Paganese Calcio 1926 nelle competizioni ufficiali della stagione 2017-2018.

## Divise e sponsor
Lo sponsor tecnico per la stagione 2017-2018 è Legea, mentre lo sponsor ufficiale è Vitale.
| Casa | Trasferta | Terza divisa | Portiere |

## Rosa
Rosa aggiornata al 15 settembre 2017.
| N. |                    | Ruolo | Calciatore                  |
| -- | ------------------ | ----- | --------------------------- |
| 1  | Senegal (bandiera) | P     | Lys Gomis                   |
| 3  | Italia (bandiera)  | D     | Giovanni Della Corte        |
| 4  | Italia (bandiera)  | C     | Nicholas Bensaja            |
| 5  | Italia (bandiera)  | C     | Imperio Carcione (capitano) |
| 6  | Italia (bandiera)  | D     | Filippo Carini              |
| 7  | Brasile (bandiera) | A     | Fabinho                     |
| 8  | Camerun (bandiera) | C     | Alvaro Ngamba               |
| 9  | Italia (bandiera)  | A     | Giuseppe Maiorano           |
| 10 | Italia (bandiera)  | A     | Francesco Scarpa            |
| 11 | Italia (bandiera)  | A     | Giuliano Regolanti          |
| 13 | Italia (bandiera)  | D     | Andrea Meroni               |
| 14 | Italia (bandiera)  | A     | Nicola Talamo               |
| 15 | Italia (bandiera)  | A     | Antonio Negro               |

| N. |                   | Ruolo | Calciatore          |
| -- | ----------------- | ----- | ------------------- |
| 16 | Italia (bandiera) | C     | Pietro Baccolo      |
| 17 | Italia (bandiera) | D     | Alessio Garofalo    |
| 18 | Italia (bandiera) | D     | Luca Piana          |
| 19 | Italia (bandiera) | C     | Mariano Bernardini  |
| 20 | Italia (bandiera) | D     | Edoardo Pavan       |
| 21 | Ghana (bandiera)  | A     | Carlos Buxton Opoku |
| 22 | Italia (bandiera) | P     | Riccardo Galli      |
| 23 | Italia (bandiera) | D     | Giuseppe Picone     |
| 24 | Italia (bandiera) | D     | Piersilvio Acampora |
| 25 | Italia (bandiera) | A     | Christian Cesaretti |
| 26 | Italia (bandiera) | D     | Luigi Dinielli      |
| 27 | Italia (bandiera) | C     | Simone Tascone      |
| 28 | Italia (bandiera) | C     | Antonio Grillo      |

## Risultati

### Serie C

#### Girone di andata
| Arbitro: | Francesco Raciti (Acireale) |

|  |           |                        |
|  | Marcatori | 49’ Lugo 62’ Partipilo |

| Arbitro: | De Tullio (Bari) |

|  |           |                          |
|  | Marcatori | 45’ Cesaretti 46’ Talamo |

| Arbitro: | Annaloro (Collegno) |

|               |           |               |
| 25’ Cesaretti | Marcatori | 46’ Sciamanna |

| Arbitro: | Marco D'Ascanio (Ancona) |

|                                |           |  |
| Longo 39’ (rig.) Franchi 90+5’ | Marcatori |  |

| Pagani 23 settembre 2017, ore 20:30 CEST 5ª giornata                       | Paganese  | 1 – 2 referto          | Juve Stabia | Stadio Marcello Torre (800 spett.) |
| \| \| \| \| \| Scarpa 90’ (rig.) \| Marcatori \| 12’ Allievi 58’ Paponi \| |           |                        |             |                                    |
|                                                                            |           |                        |             |                                    |
| Scarpa 90’ (rig.)                                                          | Marcatori | 12’ Allievi 58’ Paponi |             |                                    |

| Arbitro: | Andrea Zingarelli (Siena) |

|                             |           |            |
| Casoli 45’ Strambelli 45+2’ | Marcatori | 51’ Talamo |

| Pagani 4 ottobre 2017, ore 16:30 CEST 7ª giornata | Paganese           | 0 – 0 referto | Trapani | Stadio Marcello Torre (~ spett.)\| Arbitro: \| Ayroldi (Molfetta) \| |
| Arbitro:                                          | Ayroldi (Molfetta) |               |         |                                                                      |

| Andria 7 ottobre 2017, ore 18:30 CEST 8ª giornata | Fidelis Andria | 0 – 0 | Paganese | Stadio degli Ulivi |

| Arbitro: | Federico Longo (Paola) |

|                          |           |                   |
| Talamo 53’ Regolanti 71’ | Marcatori | 45’ 61’ Sicurella |

| Arbitro: | Moriconi (Roma 2) |

|             |           |  |
| Rossini 64’ | Marcatori |  |

| Arbitro: | Vincenzo Fiorini (Frosinone) |

|  |           |              |
|  | Marcatori | 73’ Paolucci |

| Arbitro: | Matteo Gualtieri (Asti) |

|                          |           |                              |
| Scardina 59’ Magnani 82’ | Marcatori | 2’, 53’ Scarpa 63’ Cesaretti |

| Arbitro: | Sozza (Seregno) |

|                          |           |                                             |
| Regolanti 32’ Scarpa 83’ | Marcatori | 49’ Di Grazia 62’ Ripa 78’ 89’ Lodi 86’ Aya |

| Arbitro: | Daniel Amabile (Vicenza) |

|                                       |           |  |
| 46’ Alfageme 55’ Carriero 77’ Marotta | Marcatori |  |

| Arbitro: | Daniele Rutella (Enna) |

|                          |           |                     |
| Carini 14’ Cesaretti 78’ | Marcatori | 53’ Corvia 66’ Nolè |

| 16ª giornata Riposo |  | – |  |  |

| Arbitro: | Stefano Lorenzin (Castelfranco Veneto) |

|  |           |                                         |
|  | Marcatori | 19’ Cesaretti 58’ Maiorano 90+5’ Scarpa |

| Arbitro: | Volpi (Arezzo) |

|              |           |               |
| Cesaretti 6’ | Marcatori | 59’ Armellino |

| Catanzaro 17 dicembre 2017, ore 16:30 CET 19ª giornata           | Catanzaro | 1 – 1 referto | Paganese | Stadio Nicola Ceravolo (3 155 spett.) |
| \| \| \| \| \| Picone 90+4’ (aut.) \| Marcatori \| 31’ Talamo \| |           |               |          |                                       |
|                                                                  |           |               |          |                                       |
| Picone 90+4’ (aut.)                                              | Marcatori | 31’ Talamo    |          |                                       |

#### Girone di ritorno
| Arbitro: | Marco Guarnieri (Empoli) |

|                                    |           |            |
| Petta 8’ Delvino 25’ Montinaro 27’ | Marcatori | 37’ Scarpa |

| Pagani 30 dicembre 2017, ore 14:30 CEST 21ª giornata       | Paganese  | 0 – 2                    | Cosenza | Stadio Marcello Torre |
| \| \| \| \| \| \| Marcatori \| 8’ Bruccini 68’ D'Orazio \| |           |                          |         |                       |
|                                                            |           |                          |         |                       |
|                                                            | Marcatori | 8’ Bruccini 68’ D'Orazio |         |                       |

| Reggio Calabria 21 gennaio 2018, ore 14:30 CEST 22ª giornata | Reggina   | 1 – 0 | Paganese | Stadio Oreste Granillo |
| \| \| \| \| \| Di Francesco 85’ (rig.) \| Marcatori \| \|    |           |       |          |                        |
|                                                              |           |       |          |                        |
| Di Francesco 85’ (rig.)                                      | Marcatori |       |          |                        |

| Pagani 28 gennaio 2018, ore 14:30 CET 23º giornata | Paganese  | 1 – 0 | Akragas | Stadio Marcello Torre (700 spett.) |
| \| \| \| \| \| Tascone 8’ \| Marcatori \| \|       |           |       |         |                                    |
|                                                    |           |       |         |                                    |
| Tascone 8’                                         | Marcatori |       |         |                                    |

| Castellammare di Stabia 4 febbraio 2018, ore 14:30 CEST 24ª giornata | Juve Stabia | 1 – 1         | Paganese | Stadio Romeo Menti |
| \| \| \| \| \| Sorrentino 58’ \| Marcatori \| 44’ Cesaretti \|       |             |               |          |                    |
|                                                                      |             |               |          |                    |
| Sorrentino 58’                                                       | Marcatori   | 44’ Cesaretti |          |                    |

| Pagani 11 febbraio 2018, ore : 14:30 CEST 25ª giornata | Paganese  | 1 – 0 | Matera | Stadio Marcello Torre |
| \| \| \| \| \| Scarpa 55’ \| Marcatori \| \|           |           |       |        |                       |
|                                                        |           |       |        |                       |
| Scarpa 55’                                             | Marcatori |       |        |                       |

| Erice 18 febbraio 2018, ore 16:30 CEST 26ª giornata                                               | Trapani   | 4 – 1       | Paganese | Stadio Provinciale (~ spett.) |
| \| \| \| \| \| Scarsella 37’ Evacuo 38’ Marras 61’ Campagnacci 88’ \| Marcatori \| 13’ Cuppone \| |           |             |          |                               |
|                                                                                                   |           |             |          |                               |
| Scarsella 37’ Evacuo 38’ Marras 61’ Campagnacci 88’                                               | Marcatori | 13’ Cuppone |          |                               |

| Pagani 25 febbraio 2018, ore 14:30 CEST 27ª giornata | Paganese  | 0 – 1        | Fidelis Andria | Stadio Marcello Torre |
| \| \| \| \| \| \| Marcatori \| 37’ L. Longo \|       |           |              |                |                       |
|                                                      |           |              |                |                       |
|                                                      | Marcatori | 37’ L. Longo |                |                       |

| Brindisi 3 marzo 2018, ore 14.30 CEST 28ª giornata | Virtus Francavilla | 0 – 0 | Paganese | Stadio Franco Fanuzzi |

| Rende 11 marzo 2018, ore 14.30 CEST 29ª giornata                     | Paganese  | 3 – 0 | Rende | Stadio Marcello Torre |
| \| \| \| \| \| Cuppone 42’ Scarpa 51’ (rig.), 71’ \| Marcatori \| \| |           |       |       |                       |
|                                                                      |           |       |       |                       |
| Cuppone 42’ Scarpa 51’ (rig.), 71’                                   | Marcatori |       |       |                       |

| Monopoli 18 marzo 2018, ore 14:30 CEST 30ª giornata      | Monopoli  | 1 – 1       | Paganese | Stadio Vito Simone Veneziani |
| \| \| \| \| \| Mangni 67’ \| Marcatori \| 37’ Cuppone \| |           |             |          |                              |
|                                                          |           |             |          |                              |
| Mangni 67’                                               | Marcatori | 37’ Cuppone |          |                              |

| Siracusa 21 marzo 2018, ore 14:30 CET 31ª giornata                         | Paganese  | 1 – 2                      | Siracusa | Stadio Marcello Torre |
| \| \| \| \| \| Cesaretti 59’ \| Marcatori \| 53’ Bernardo 73’ Altobelli \| |           |                            |          |                       |
|                                                                            |           |                            |          |                       |
| Cesaretti 59’                                                              | Marcatori | 53’ Bernardo 73’ Altobelli |          |                       |

| Catania 25 marzo 2018, ore 14.30 CEST 32ª giornata                                                    | Catania   | 6 – 0 | Paganese | Stadio Angelo Massimino |
| \| \| \| \| \| Biagianti 11’ Barisic 21’, 62’ Mazzarani 41’ Curiale 81’ Bogdan 86’ \| Marcatori \| \| |           |       |          |                         |
| |           |       |          |                         |
| Biagianti 11’ Barisic 21’, 62’ Mazzarani 41’ Curiale 81’ Bogdan 86’                                   | Marcatori |       |          |                         |

| Pagani 31 marzo 2018, ore 14:30 CET 33ª giornata                | Paganese  | 1 – 1       | Casertana | Stadio Marcello Torre |
| \| \| \| \| \| Scarpa 42’ (rig.) \| Marcatori \| 90+5’ Pinna \| |           |             |           |                       |
|                                                                 |           |             |           |                       |
| Scarpa 42’ (rig.)                                               | Marcatori | 90+5’ Pinna |           |                       |

| Arbitro: | Daniele Rutella (Enna) |

|                                            |           |                                                   |
| Nolè 30’, 45’ Mastropietro 75’ Vastola 87’ | Marcatori | 9’, 49’ Cernigoi 40’, 58’ Cesaretti 90+2’ Bensaja |

| 35ª giornata (riposo) |  | – |  |  |

| Pagani 22 aprile 2017, ore 16:30 CET 36ª giornata                                      | Paganese  | 1 – 2                                 | Sicula Leonzio | Stadio Marcello Torre |
| \| \| \| \| \| Cernigoi 90+5’ \| Marcatori \| 11’ Bollino 90’ (rig.) Lescano Scarpa \| |           |                                       |                |                       |
|                                                                                        |           |                                       |                |                       |
| Cernigoi 90+5’                                                                         | Marcatori | 11’ Bollino 90’ (rig.) Lescano Scarpa |                |                       |

| Lecce 29 aprile 2018, ore 16:30 CET 37ª giornata | Lecce     | 1 – 0 | Paganese | Stadio Via del Mare |
| \| \| \| \| \| Armellino 17’ \| Marcatori \| \|  |           |       |          |                     |
|                                                  |           |       |          |                     |
| Armellino 17’                                    | Marcatori |       |          |                     |

| Pagani 6 maggio 2018, ore 16:30 CET 38ª giornata | Paganese | 0 – 0 | Catanzaro | Stadio Marcello Torre |

#### Play out
| Arbitro: | Rutella (Enna) |

|               |           |                           |
| Nolè 55’, 58’ | Marcatori | 16’ Cesaretti 88’ Bensaja |

| Pagani 26 maggio 2018, ore 18:00 CET ritorno                           | Paganese  | 2 – 1 referto | Racing Fondi | Stadio Marcello Torre |
| \| \| \| \| \| Cesaretti 57’ Scarpa 84’ \| Marcatori \| 48’ Ciotola \| |           |               |              |                       |
|                                                                        |           |               |              |                       |
| Cesaretti 57’ Scarpa 84’                                               | Marcatori | 48’ Ciotola   |              |                       |